# Kleine Laber
Die Kleine Laber (veraltete Schreibweise Kleine Laaber) ist ein etwa 65 Kilometer langer Zufluss der Großen Laber in Bayern, Deutschland.
Die Kleine Laber ist ab der Einmündung des Altensdorfer Bachs bei Hebramsdorf in der Gemeinde Neufahrn in Niederbayern bis zur Mündung in die Große Laber bei Wallmühle in der Gemeinde Atting ein Gewässer zweiter Ordnung.

## Name
Der Name Laber rührt höchstwahrscheinlich von „labara“ her, was in der Sprache der mitteleuropäischen Kelten so viel wie „die Schwatzende, Rauschende“ bedeutete. Albrecht Greule hält zudem noch eine andere Herleitung über indogermanisch *lab- für „schlaff herabhängen“ (vgl. altirisch lobur für „schwach“) für möglich und sieht im Benennungsmotiv das sehr schwache Gefälle. Eine weitere Herkunft des Namens könnte auch auf den bairischen Begriff „lap“ (träge, langsam, faul) zurückgehen, dies ebenso in Bezug auf die langsame Strömung des Gewässers. Es gibt zahlreiche weitere Flüsse mit dem Namensbestandteil Laber: z. B. Weiße Laber, Schwarze Laber, Große Laber.
Für ebendiese Flüsse herrschte lange Jahre Uneinigkeit über die Schreibweise Laaber oder Laber, bis sich Sprachwissenschaftler 2002 einigten, den Namen aufgrund des keltischen Ursprungswortes mit nur einem „a“ zu schreiben. Die alte Schreibweise findet sich aber noch in Ortsnamen wie Laaber oder Rottenburg an der Laaber.

## Verlauf

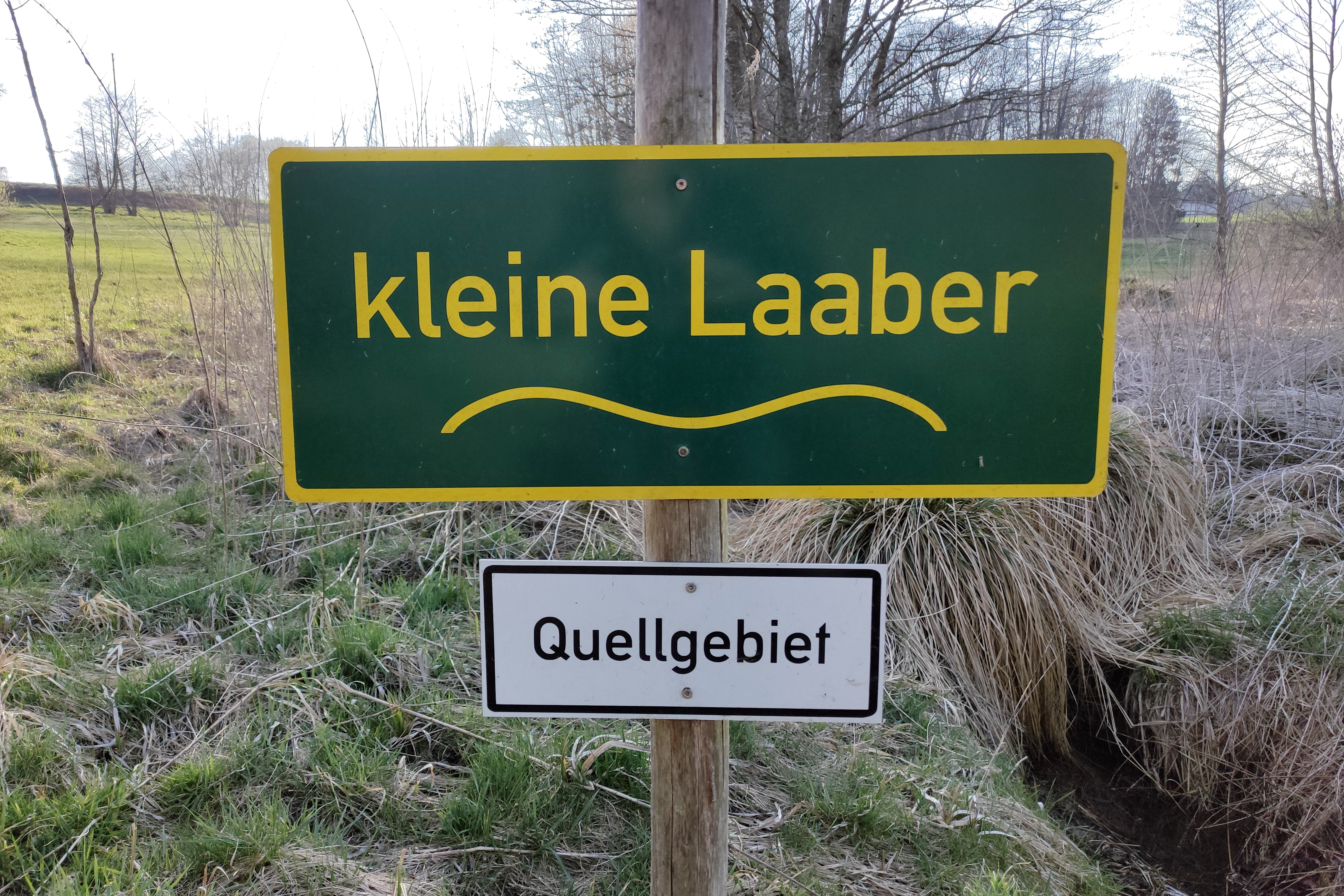
Quelle der Kleinen Laber

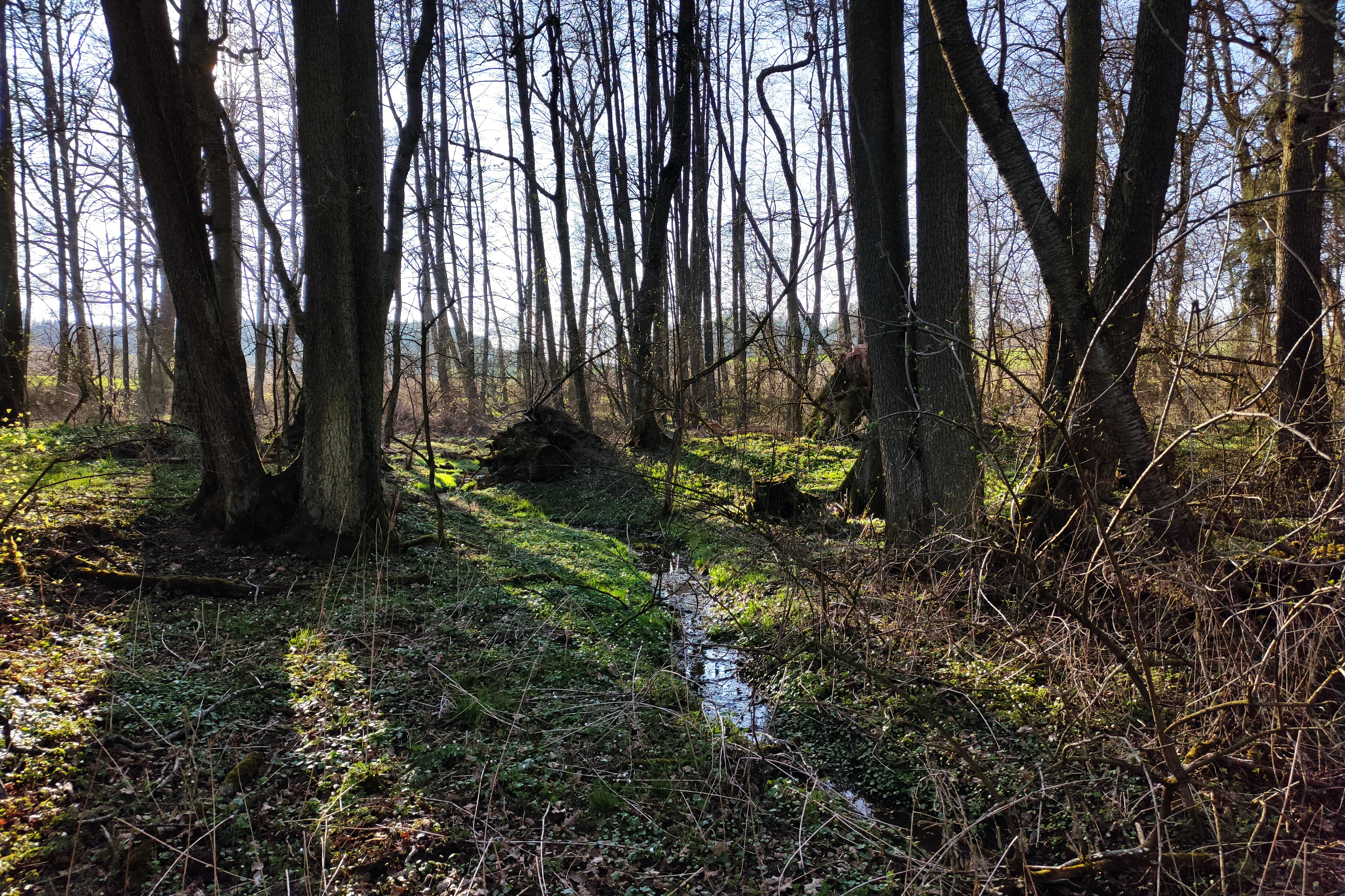
Quellgebiet der Kleinen Laber

Der Fluss entspringt im Landkreis Landshut bei Pfeffenhausen-Egg. Von ihrer Quelle fließt die Kleine Laber zumeist in nordöstlicher Richtung unter anderen durch Neufahrn in Niederbayern, wo sie von rechts der Goldbach aus Ergoldsbach speist, und erreicht danach den Landkreis Straubing-Bogen. Darin durchfließt oder passiert sie Mallersdorf-Pfaffenberg, Laberweinting, Geiselhöring und Perkam. Schließlich passiert sie Atting bzw. Rain, wonach sie bei Atting-Wallmühle in die Große Laber mündet.
Ursprünglich mündete die Kleine Laaber bei Landstorf in der heutigen Gemeinde Aholfing direkt bei Flusskilometer 2333,6 in die Donau (⊙).
Der Verlauf von Großer und Kleiner Laaber wurden im Zuge des Donauausbaus auf den heutigen Verlauf geändert.
Das Einzugsgebiet der Kleinen Laber umfasst etwa 430 Quadratkilometer. Entlang der Kleinen Laber verläuft die Bahnstrecke Neufahrn–Radldorf und der Labertalradweg (zwischen Neufahrn und Straubing).

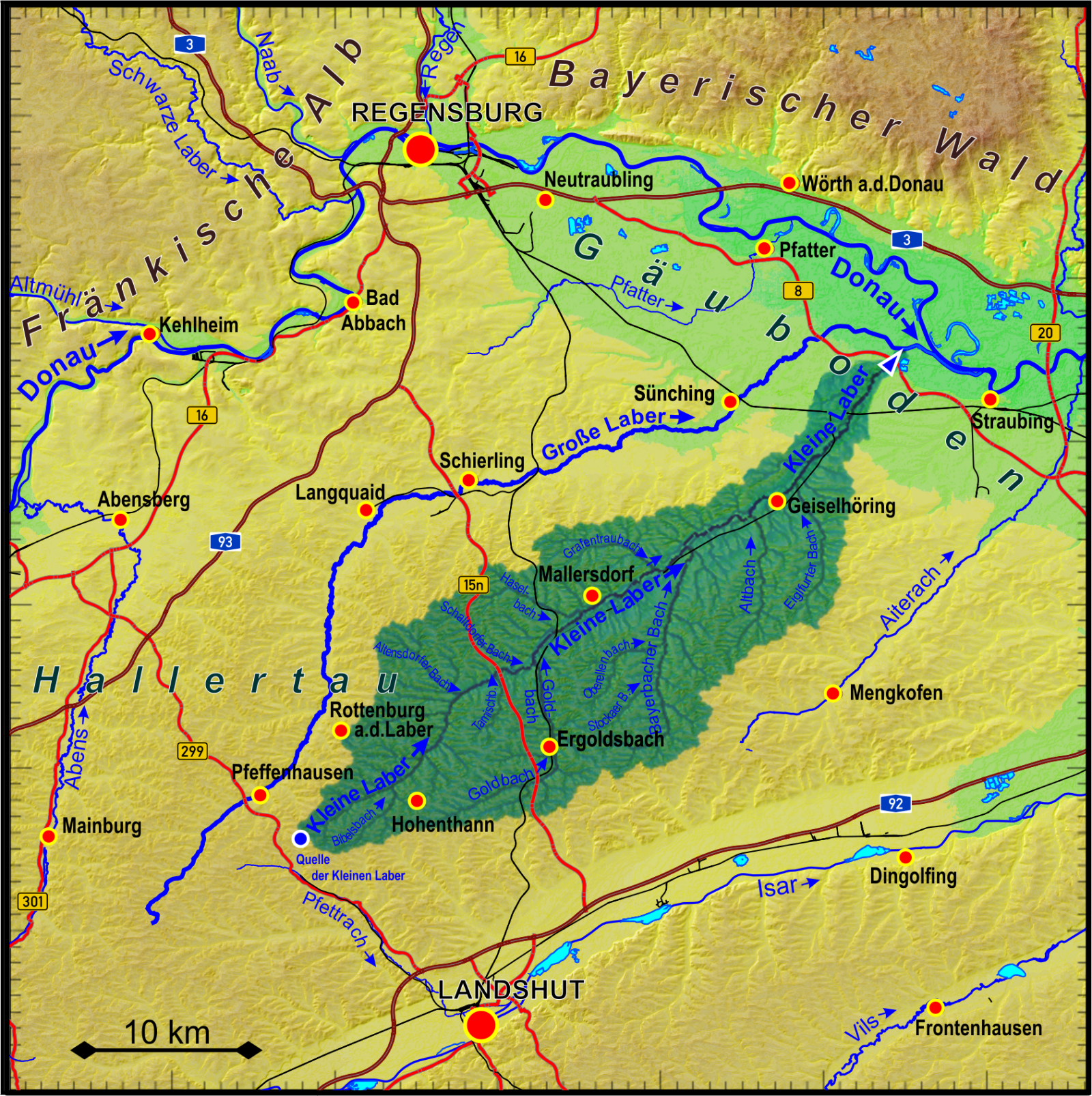
Einzugsgebiet der Kleinen Laber

## Zuflüsse
Liste einer Auswahl von Zuflüssen von der Quelle zur Mündung. Längen und Einzugsgebiete nach der amtlichen Gewässerkarte.. Andere Quellen für die Angaben sind vermerkt.
- Bibelsbach, von rechts auf etwa 436 m ü. NHN bei Hohenthann-Altenburg, mit Asbach 5,4 km und 10,9 km²
- Gambach, von rechts auf etwa 426 m ü. NHN vor Hohenthann-Laber
- Moosbach, von rechts auf etwa 421 m ü. NHN nach Hohenthann-Andermannsdorf
- Steinerbach, von links auf etwa 416 m ü. NHN bei Rottenburg an der Laaber-Inkofen, mit Otterbach 5,6 km und 9,6 km²
- Steinbach, von links auf etwa 413 m ü. NHN nach Inkofen
- Roniger Bach, von links auf etwa 411 m ü. NHN in Neufahrn in Niederbayern-Hebramsdorf, 6,0 km und 18,6 km²
- Tamischbach, von rechts auf etwa 404 m ü. NHN bei der Aumühle von Neufahrn in Niederbayern-Hebramsdorf
- Schaltdorfer Bach, von links auf etwa 400 m ü. NHN bei Neufahrn in Niederbayern-Winklsaß, 4,5 km und 12,1 km²
- Goldbach, von rechts auf etwa 396 m ü. NHN bei der Aumühle von Neufahrn in Niederbayern, 16,3 km und 53,8 km²
- Moosgraben, von links auf etwa 393 m ü. NHN nach der Moosmühle von Neufahrn in Niederbayern
- Neuburger Graben, nach Unterdükerung auf etwa 391 m ü. NHN zuletzt von rechts gegenüber der Winklmühle von Mallersdorf-Pfaffenberg
- Kerscheckgraben, von links auf etwa 390 m ü. NHN vor Mallersdorf-Pfaffenberg-Oberlindhardt
- Haselbach, von links auf etwa 387 m ü. NHN vor der Waschmühle von Mallersdorf-Pfaffenberg, 5,6 km und 16,5 km²
- Riedbach oder Alte Laber, von links auf etwa 371 m ü. NHN nach Mallersdorf-Pfaffenberg-Steinkirchen; Altarm
- Grafentraubach, von links auf etwa 368 m ü. NHN bei Laberweinting-Reichermühle, mit Holztraubach 7,6 km und 19,9 km²
- Bayerbacher Bach, von rechts auf etwa 363 m ü. NHN gegenüber Laberweinting-Habelsbach, 16,4 km und 75,1 km²
- Altbach, von rechts in den rechten Flussarm auf etwa 351 m ü. NHN nahe Geiselhöring-Lohmühle, mit Rotfurtgraben 11,6 km und 25,9 km²
- Kohlbach, von rechts auf etwa 342 m ü. NHN nach der Kohlbachmühle von Geiselhöring, mit Oberlauf Eiglfurter Bach 7,9 km und 29,4 km²
- Eibach, von rechts auf etwa 342 m ü. NHN vor Geiselhöring-Hirschling, 2,9 km und 4,5 km²
- Kaltes Wasserl, von links auf etwa 337 m ü. NHN nach der Weidmühle von Geiselhöring
- Blähgraben, von links auf etwa 321 m ü. NHN bei Rain; Altarm

### Kleine Laber (Untere Au)

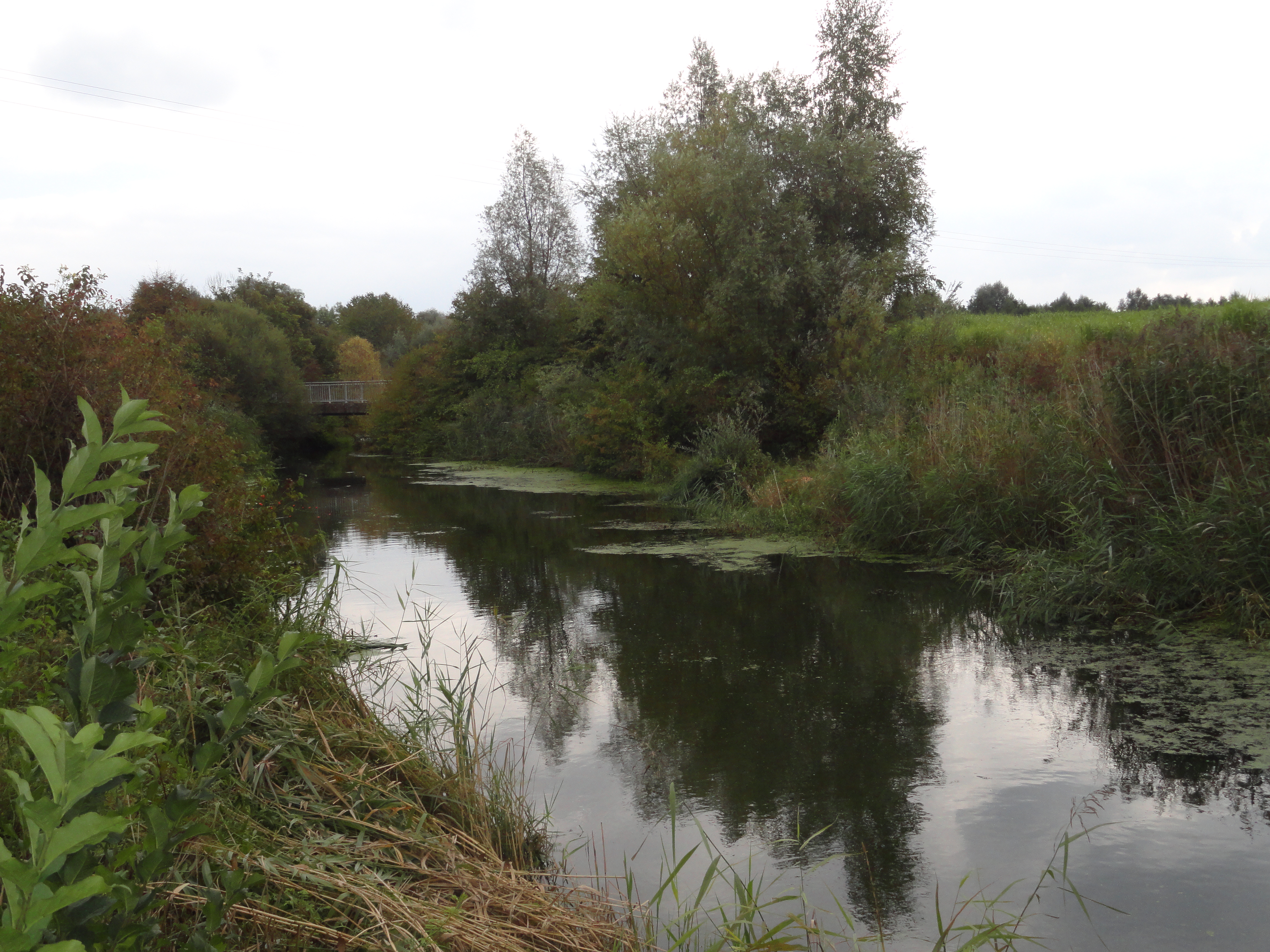
Kleine Laber in der Unteren Au nahe Landstorf

Durch die Verlegung der Mündung der Großen Laber im Zusammenhang mit dem Bau der Staustufe Straubing wurde ein Abschnitt der Kleinen Laber zwischen deren ursprünglicher Mündung in die Donau und der „Kreuzung“ mit der verlegten Großen Laber vom Rest des Flusses abgetrennt. Im Norden wurde die historische Mündung durch den Seitendeich der Staustufe verschlossen, von Westen her wurde über ein altes Grabensystem die im Norden verlaufende Alte Laber, das Altwasser der Großen Laber, hydraulisch mit diesem Abschnitt verbunden, der im Süden nun über ein Schöpfwerk in die Große Laber entwässert wird. Dieser Flussabschnitt trägt die Gewässerkennzahl 156929 und wird in amtlichen Unterlagen mit Kleine Laber (Untere Au) bezeichnet.